# Щасливе (Синельниківський район)
Щасливе (до 2025 року — Зелена Роща) — село в Україні, у Дубовиківській сільській територіальній громаді Синельниківського району Дніпропетровської області. Населення становить 18 осіб.

## Історія
12 червня 2020 року, відповідно до розпорядження Кабінету Міністрів України № 709-р від «Про визначення адміністративних центрів та затвердження територій територіальних громад Дніпропетровської області», ввійшло до складу Дубовиківської сільської громади.
19 липня 2020 року в результаті ліквідації Васильківського району село ввійшло до складу новоутвореного Синельниківського району.

## Географія

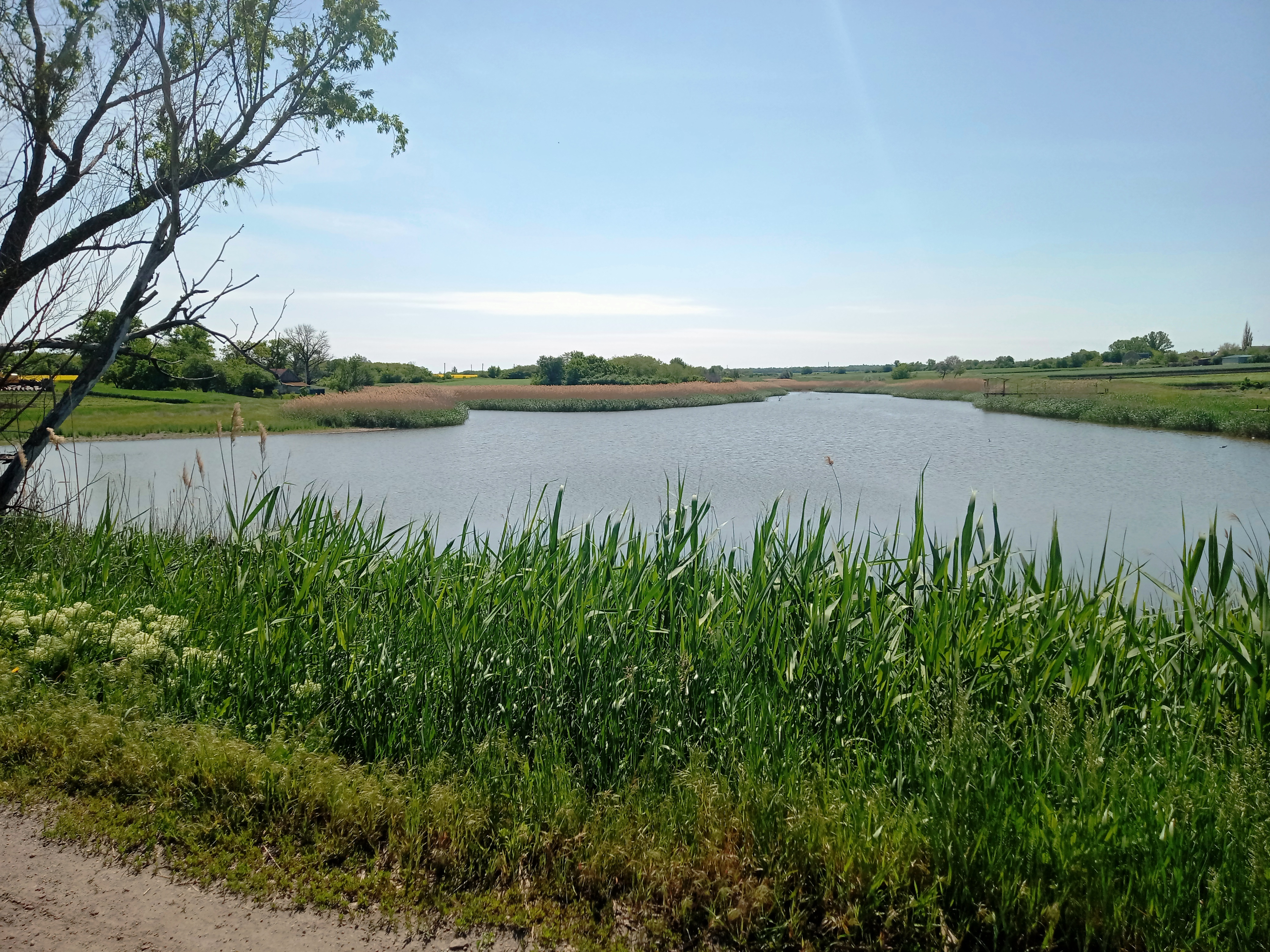
Річка Чаплина

Село розташоване на сході Синельниківського району. На півдні межує з селом Копані, на сході з селом Миколаївка та на півночі з селом Дачне.
Село розташоване за 1,5 км від правого берега річки Чаплине. По селу протікає пересихаючий струмок із загатою. Поруч проходить автомобільна дорога Т 0427.

## Населення

### Мова
Розподіл населення за рідною мовою за даними перепису 2001 року:
| Мова       | Кількість | Відсоток |
| ---------- | --------- | -------- |
| українська | 18        | 100 %    |